# ألفرد الأول. جونسون
ألفرد الأول. جونسون هو سياسي أمريكي، ولد في 10 يناير 1898 في Six Mile Grove Township, Swift County, Minnesota ‏ في الولايات المتحدة، وتوفي في 15 فبراير 1977 في بنسون في الولايات المتحدة. انتخب عضو مجلس نواب مينيسوتا ‏.